# (5949) 1985 RL3
(5949) 1985 RL3 es un asteroide perteneciente al cinturón de asteroides, región del sistema solar que se encuentra entre las órbitas de Marte y Júpiter, descubierto el 6 de septiembre de 1985 por Henri Debehogne desde el Observatorio de La Silla, Chile.

## Designación y nombre
Designado provisionalmente como 1985 RL3. 

## Características orbitales
1985 RL3 está situado a una distancia media del Sol de 2,267 ua, pudiendo alejarse hasta 2,505 ua y acercarse hasta 2,029 ua. Su excentricidad es 0,105 y la inclinación orbital 7,314 grados. Emplea 1247,14 días en completar una órbita alrededor del Sol.

## Características físicas
La magnitud absoluta de 1985 RL3 es 13,3.